# Magnac-lès-Gardes
Magnac-lès-Gardes è un comune francese di 743 abitanti situato nel dipartimento della Charente nella regione della Nuova Aquitania. È stato istituito il 1° gennaio 2025 dalla fusione dei precedenti comuni di Gardes-le-Pontaroux e Magnac-Lavalette-Villars.